# Nymphon akanei
Nymphon akanei is een zeespin uit de familie Nymphonidae. De soort behoort tot het geslacht Nymphon. Nymphon akanei werd in 1983 voor het eerst wetenschappelijk beschreven door Nakamura & Child. 